# Институт семьи в древнем Китае
В 6-5 вв. до н.э. огромную роль в жизни древнекитайского общества играли клановые организация «цзун-цзу» (цзун – главная линия клана, представленная старшими сыновьями, цзу – его боковые ветви). М.В.Крюков отмечает, что это была патронимическая организация, объединявшая происходившую от общего предка группу родственных семей, между которыми существовало иерархическое подчинение. Вместе с тем эта организация отличалась общностью интересов. Считалось, что «цзун-цзу» несет ответственность за действия всех своих членов. Органическая связь между «цзун-цзу» и системой социальных рангов, существовавших в то время, наличие мощной семейной организации, связанной родственными узами и общими интересами, - все это укрепляло представление о принципиальной идентичности семьи и государства.
Культ семьи и клана был очень распространен в чжоуском Китае и до Конфуция. Однако именно в учении Конфуция культ предков, сыновней почтительности (сяо), интересов семьи и клана был необычайно возвеличен и превращен в центральный пункт системы культов, верований и ритуалов. Особенности семейно-клановых связей определили уникальность китайского общества на протяжении почти всей истории Поднебесной. Конфуцианство наложило глубокую печать на все стороны жизни китайского общества, в том числе и на функционирование семьи, а именно, конфуцианский культ предков и культ сыновней почтительности способствовали расцвету культа семьи и клана.

## Формирование клана
Кланы формировались либо по принципу кровного родства (сэй), либо по принципу профессиональной общности (дай) – семью и группу (сословия). Семейный клан состоит из членов большой или малой семьи, связанных отношениями родства или свойства. Другая разновидность – группа, строится по принципу цеха – система распределения сверху вниз межличностных и деловых отношений внутри министерства, компании, между ведомствами. Члены группы объединены корпоративными интересами.

## Разновидности клана: семейный клан и клан особого сословия шэньши.
Клан – прочное семейно-родовое сообщество, члены которого тесно связаны кровнородственными узами с общим предком по мужской линии до пятого колена. Основной ячейкой клана являлась малая семья. Он объединял ряд семейств, связанных общим храмом предков, храмовой землей и совместным хозяйством. Общая собственность клана (храм предков, кладбище, могилы, пахотные и непахотные земли, водоемы, леса, сады, хозяйственные сооружения, запасы зерна и др.) не подлежала разделу и продаже . Кланы имели организующее ядро: культ общих предков и свою географическую локализацию. Внутри кланов шел непрерывный процесс проявления новых семей (фан) в семье предка-основателя.
Китайские семьи жили кланами, включающими несколько поколений, и ребенок любого члена семьи считался драгоценностью всего клана. Крупные кланы имели храмы предков, которые служили не только для поклонения предкам, но и в качестве школы для детей, причем обучению мальчиков придавали большее значение, считая, что девочке достаточно быть скромной, послушной и уметь вести домашнее хозяйство. Родовой храм предков считался символом единства клана. В дни торжественных праздников там собирались все члены клана, обсуждали имущественные, семейные, судебные и другие дела. Клан выступал в роли суда первой инстанции, его решения считались обязательными и неукоснительно выполнялись. Он отвечал перед государством за поведение своих членов, а также помогал тем, кто оказывался в тяжелом материальном положении.
Одним из лучших образцов семейных храмов является родовой храм клана Чэнь расположенный в Гуанчжоу. Храм был построен в 1894 году на деньги от пожертвований членов семей Чэнь. Этот древнейший клан охватывает всех жителей в провинции Гуандун, носящих фамилию Чэнь. Он сохранился до настоящего времени. Храм славится не только своими масштабами, но и богатым оформлением. Храм Чэнь – уникальный памятник в своем роде. Задумав сооружение храма как место жертвоприношений в честь предков, состоятельные члены клана Чэнь позаботились и о том, чтобы их храм был самым роскошным сооружением подобного назначения, который свидетельствует о престижности и состоятельности этого рода.

## Устои и правила
Структура клана наглядно выражалась в устройстве алтарей предков каждого его подразделения.
В каждом клане устанавливаются свои правила, но все кланы имели три главных правила. Во-первых, наследники рода получают недвижимое имущество, которое не могут продать, а только передать по наследству. Во-вторых, человек, сам создавший своё имущество, имеет право распоряжаться им по своему усмотрению, но покупать какое-либо имущество он может только с согласия старейшин клана. В-третьих, член рода имеет право сам распоряжаться своим имуществом, однако все члены его рода при покупке этого имущества имеют льготы и преимущества по сравнению с покупателями из других кланов. Забота о членах клана– это основное предназначение рода, и оно очень глубоко укоренилось в сознании деревенских жителей .
Родовой клан был не только символом единства, но и источником всевозможных раздоров. Происходили столкновения между враждующими кланами, которые нередко заканчивались гибелью и увечьем его членов, уничтожением их имущества.

## Развитие кланов (Чжоу-Цин)
Начиная с эпохи Чжоу (XI – VIII вв. до н.э.), большая семья и влиятельный клан являлись идеалом для китайцев. Как правило, большой и влиятельный клан был характерен для аристократических семей и зажиточных слоев общества. Основой клана становилась разросшаяся семья какого-либо из удачливых чиновников или зажиточных людей. Культ предков способствовал единству семьи и заставлял даже по смерти её патриархата всех ставших теперь уже фактически самостоятельными главами семей сыновей покойного признавать власть и авторитет главного из них, являвшегося отныне главой клана из нескольких семей. Такой клан получал название цзу, тогда как его боковые ответвления, возглавлявшиеся каждым из остальных братьев, обычно назывались фан (субклан).
Грани между субкланами считались не особенно существенными. Важнее было то, что объединяло их в единый клан. В рамках одного клана все братья и их сыновья длительное время продолжали ощущать свою неразрывную связь друг с другом и с основной линией их кланового культа, возглавлявшегося старшим в клане. Многочисленные родственники по отцу или деду, прадеду и далее регулярно собирались вместе, принимая участие во всех важных клановых ритуалах, которые устраивались в родовом храме и были связаны с культом предка.
Аристократические кланы к концу эпохи Чжоу заметно ослабели и почти лишились своего былого влияния в эпоху Хань (206 г. до н.э. -220г.н.э.), но продолжали существовать и играть заметную роль в жизни общества. В III в. н.э. многие из таких кланов контролировали целые уезды, имели огромное количество слуг, из которых при случае можно было скомплектовать военные дружины
Такого рода могущественные кланы открыто противостояли центральной власти. Лишь только с эпохи Тан (618-907 гг.н.э.), когда центральная власть стала укрепляться и на передний план выдвинулась конфуцианская бюрократия, влияние этих кланов уменьшается. Расширилась социальная база клановой системы. Семейно-клановая структура, основанная на древних конфуцианских принципах, с этого времени получила своё наибольшее распространение, так как этому во многом способствовало распространение неоконфуцианства, провозгласившего возрождение ряда древних конфуцианских традиций.
Важным элементом системы клановых взаимоотношений, был социальный институт коллективного дарения. «Уплата этического долга» для принявшего подарок принимала форму морального обязательства ревностно помогать дарившим, т. е. всему клану. Равноценное обратное одаривание, как правило, было непосильным, а кроме того, этически исключалось, так как оно было бы оскорбительным нарушением традиционных норм взаимоотношений личности и рода. К этим этическим обязанностям, используемым как средство влияния клана на личность, примешивался прямой подкуп и шантаж.
Постепенно стали появляться другие кланы – новые, которые были в основном кланами особого сословия шэньши, составлявшие образованную часть господствующего класса. Под шэньши принято называть людей, получивших традиционное конфуцианское образование, сдавших государственные экзамены на ученую степень. Этот элитарный сословный клан образованных конфуцианцев, чиновников-бюрократов и землевладельцев во II тысячелетии н.э. играли важную роль в истории китайского государства и общества. В сунском обществе (960-1279) шэньши заняли лидирующие политические, экономические и культурные позиции, стабильность которых гарантировалась государством и господствующей конфуцианской идеологией.
Каждый, кто проникал в слой шэньши, тем более получал хотя бы одну ученую степень, приобретал социальные и весьма ощутимые материальные привилегии. Поэтому шэньши были богатыми людьми, преимущественно землевладельцами, поскольку деньги вкладывались в землю. Однако богатство само по себе не обеспечивало принадлежности к сословию, хотя сыну богатого было легче получить образование и оказаться в рядах шэньши. Клан шэньши всегда был мобилен за счет упорных, способных и честолюбивых новых его членов. Благодаря этому, ключевые позиции в китайской империи обычно оказывались в руках ученых-конфуцианцев, для которых незыблемость существующего строя была гарантией их личного успеха и процветания. Шэньши играли важную роль в формировании духовной культуры императорского Китая. Именно они в течение нескольких тысячелетий являлись монополистами в области созидания, сохранения, распространения и потребления знаний.	
В то время как городским населением управляли чиновники, назначенные государством и наделенные ответственностью перед ним, сельским населением управлял клан, обладавший всей полнотой власти и норм традиционной морали, признанных государством, и норм, выработанных внутри клана. Глава клана осуществлял функции контроля, управления, распределения и мог распоряжаться каждым членом клана. Их особенность состоит в том, что они, опираясь на естественные кровнородственные связи, в то же время были продуктом существовавших в традиционном обществе представлений о законе и о социальных отношениях. Кланы в деревне являлись подлинной властью, осуществлявшей экономический, политический и идеологический контроль на низшем общественном уровне.
Конкретными носителями власти были люди, выдвинувшиеся на первые роли на всех уровнях клановой структуры. Деревенские кланы, особенно на юге страны, были могущественными организациями, имели политические и юридические привилегии. Руководящая элита в таких кланах обладала большой властью и пользовалась непропорционально большой долей доходов от общей собственности. Рядовые члены клана находились в зависимости от старших и были обязаны строго соблюдать все нормы и правила, за нарушение которых следовали наказания. Все конфликты между членами клана разрешались главой клана, лишь в случае невозможности их разрешения они предавались в государственные судебные инстанции. Такой клан, выступавший в соотношениях с внешним миром как единое целое в виде большого количества родственников, вносил значительные коррективы в социальную структуру китайского общества .
Формирование элиты местного общества в XVI – XVII вв. совпало с появлением крупных клановых союзов, которые охватывали всех однофамильцев в пределах целой волости и даже уезда. Верхушка кланов нередко использовала клановую собственность в целях обогащения. Непрекращающиеся трения и рознь между кланами возникали из-за стремления осуществлять контроль над угодьями, оросительной системой, влиять на местную администрацию, которые выливались в кровопролитные вооруженные столкновения.
В конце правления династии Цин (1644-1911 гг.) постепенно клановая структура стала разрушаться в связи с ростом крупного землевладения (частного и государственного), классовой дифференциацией. Изменилась роль старой патриархальной общины. Семейно-родовые связи ослабевали. Однако, в деревне роль общины оставалась ещё очень значительной.